# Route nationale 579
Die N579 war von 1933 bis 1973 eine französische Nationalstraße, die in zwei Teilen zwischen Saint-Étienne-de-Fontbellon und Le Grau-du-Roi verlief. Ihre Gesamtlänge betrug 139,5 Kilometer. Der Abschnitt zwischen Uzès und Nîmes war bis 1933 die Gc31 des Départements Gard.

## N579a
Die N579A war von 1968 bis 1973 ein Seitenast der N579, der von dieser nördlich von Aimargues abzweigte und als Zubringer für die N579 und N113 zur A9 diente. 1978 wurde die Straße in N313 umgenummert und seit 2006 ist sie die D6313.